# Бялград
Вижте пояснителната страница за други значения на Белград.
Бялград е името на българска крепост, която се намира в Източните Родопи. Крепостта е разположена на около 2 километра от село Гугутка. Крепостта е една от най-запазените в България. Крепостните стени достигат до 8 метра височина. Стените са дебели над 2 метра в основата си. След проучвания крепостта Бялград е датирана в края на 12 век. От Бялград най-добре запазен е донжонът, където стените са с височина от над 8 метра. Археолозите предполагат че изключителната запазеност на донжона се дължи на това, че по време на Османското владичество е ремонтиран. Името на крепостта идва от белия цвят на варовиковите каменни блокове, от които е изградена крепостта.